# Józef Łabudek (komunista)
Józef Łabudek (ur. 16 marca 1904 w Hażlachu, zm. 23 marca 1943 w KL Auschwitz) - działacz komunistyczny i związkowy, członek FPK, KPP, sekretarz Okręgu PPR Cieszyn-Zaolzie.
Urodzony w wielodzietnej rodzinie małorolnych chłopów Jana i Agnieszki z Podgrabińskich, skończył szkołę powszechną, 1923 wyjechał w poszukiwaniu pracy do Francji, gdzie został górnikiem w okręgu Pas-de-Calais. Wstąpił do FPK, był organizatorem górniczych strajków i manifestacji. Za działalność komunistyczną został aresztowany i wydalony z Francji, po powrocie do kraju w 1934 wstąpił do KPP i został sekretarzem komórki partyjnej. Działał w Związku Robotników Budowlanych, w którym został sekretarzem cieszyńskiego oddziału, oraz w Stowarzyszeniu Kulturalno-Oświatowym „Siła”. Przemawiał na zebraniach związkowych i socjalistycznych, organizował przerzut polskich ochotników do Brygad Międzynarodowych w Hiszpanii, kontaktował się z czechosłowackimi komunistami, dążąc do współpracy z nimi, i organizował bezrobotnych, m.in. przewodził marszowi bezrobotnych pod cieszyńskim starostwem w 1937. Kilkakrotnie na krótko aresztowany za działalność komunistyczną. Po wrześniu 1939 organizował konspiracyjne grupy komunistyczne, które połączył w jedną organizację. Latem 1942 wraz z przewodzoną przez siebie organizacją (ok. 2 tys. członków) wstąpił do PPR i został sekretarzem Komitetu Okręgowego (KO) PPR obejmującego m.in. Cieszyn, Trzyniec i Karwinę. W październiku 1942 został aresztowany i osadzony w cieszyńskim więzieniu, po dwóch tygodniach przewieziony do Mysłowic, a później do Auschwitz-Birkenau, gdzie zginął. Pozostawił żonę, dwie córki i syna. 